# Isabelle de Clare
Pour les articles homonymes, voir Isabelle de Clare (homonymie).
Isabelle de Clare (1172–1220), suo jure 4e comtesse de Pembroke et de Striguil, était l'une des plus riches héritières du pays de Galles et d'Irlande. Elle est l'épouse de Guillaume le Maréchal, qui a servi quatre rois successifs en tant que comte-maréchal. Son mariage avait été arrangé par le roi Richard Cœur de Lion.

## Héritage familial

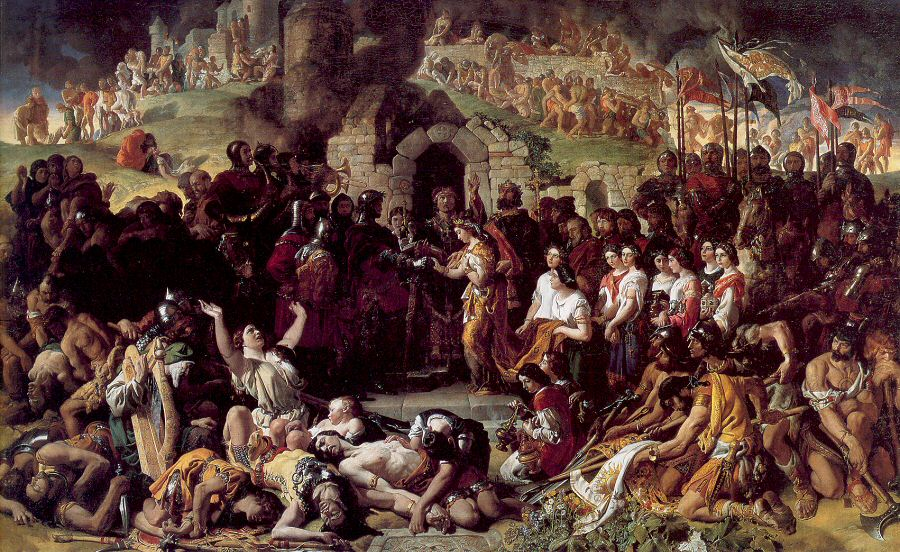
Peinture de Daniel Maclise du mariage des parents d'Isabelle, Richard FitzGilbert de Clare et son épouse la princesse Aoife de Leinster en août 1170, au lendemain de la capture de Waterford.

Isabelle est née en 1172 dans le Pembrokeshire, au pays de Galles. Elle est l'aînée des enfants de Richard FitzGilbert de Clare (1130-1176), connue dans l’histoire sous le nom de « Strongbow », et d'Aoife de Leinster, fille de Diarmait Mac Murchada, roi de Leinster et de Mór Uí Thuathail. Le mariage de ses parents eut lieu en août 1170, au lendemain de la prise de Waterford par les forces cambro-normandes menées par son père.
Les grands-parents paternels d'Isabelle sont Gilbert de Clare et son épouse, Isabelle de Beaumont. À la mort de son frère cadet Gilbert en 1185, Isabelle devient suo jure comtesse de Pembroke jusqu’à sa mort en 1220.
Elle a également une demi-sœur illégitime, Basile de Clare, qui s'est mariée trois fois avec Robert de Quincy, Raymond Fitzgerald et Geoffrey FitzRobert, baron de Kells.
On a décrit Isabelle comme ayant été « la bonne, la juste, la sage, la dame courtoise de haute perfection. » Elle aurait parlé le français, l'irlandais et le latin. Après la mort de son frère Gilbert, Isabelle devient l'une des héritières les plus riches du royaume.  Elle hérite des nombreux châteaux sur l'entrée de l'estuaire de Milford Haven, y compris le château de Pembroke.  Elle est une pupille du roi Henri II, qui veille sur son héritage.

## Mariage
Le nouveau roi Richard arrangea son mariage en août 1189 avec Guillaume le Maréchal, considéré par beaucoup comme le plus grand chevalier du royaume. Henri II lui avait promis de lui donner Isabelle comme épouse, et son fils et successeur, Richard, confirma cette promesse un mois après son accession au trône. Au moment de son mariage, Isabelle résidait dans la tour de Londres sous la protection du Justiciar Ranulf de Glanville. 
Son mariage avec Isabelle a élevé Guillaume le Maréchal du statut de chevalier sans terre à l’un des hommes les plus riches du royaume. Il servira en tant que Comte-maréchal, quatre rois : Henri II, Richard, Jean et Henri III.
Peu de temps après leur mariage, le Maréchal et Isabelle s'installèrent en Irlande, à Old Ross, une colonie située sur le territoire de son grand-père, Dermot MacMurrough. Une motte castrale fut construite à la hâte, un bourg médiéval se développa rapidement autour de celle-ci et la famille Le Maréchal fonda ensuite la ville portuaire au bord de la rivière qui devint plus tard connue sous le nom de New Ross. Les Chroniques de Ross, qui sont conservées au British Museum, décrivent l’arrivée d’Isabelle et de Guillaume en Irlande et racontent qu’Isabella s’est lancée dans la construction d’une belle ville sur les rives du Barrow.
En 1192, Isabelle et son mari s’attellent à la tâche de gérer leurs vastes terres en commençant par la reconstruction du château de Kilkenny et de sa ville, qui avaient tous deux été endommagés par le clan O'Brien en 1173. Plus tard, ils ont commandé la construction de plusieurs abbayes dans les environs.
Le mariage était heureux malgré la grande différence d'âge entre eux. Guillaume le Maréchal et Isabelle ont eu en tout cinq fils et cinq filles  :
- Guillaume le Maréchal, 2e comte de Pembroke (1190-1231), épouse Aliénor d'Angleterre en 1224.
- Richard le Maréchal, 3e comte de Pembroke (1191-1234), marié à Gervaise de Dinan en 1222.
- Maud le Maréchal (1192-1248) : elle épousa en 1207 Hugues Bigot ; elle se remaria en 1225 avec William de Warenne et enfin une dernière fois avec Walter de Dunstanville.
- Gilbert le Maréchal, 4e comte de Pembroke (1194-1241), marié en 1235 à Marjorie d'Ecosse, fille du roi Guillaume le Lion.
- Gauthier le Maréchal, 5e comte de Pembroke (1196-1245), marié en 1242 à Marguerite de Quincy, veuve de John de Lacy.
- Anselme le Maréchal, 6e comte de Pembroke (1198-1245), marié à Mathilde de Bohun.
- Isabelle le Maréchal (1200-1240), mariée en 1217 à Gilbert de Clare ; épouse en secondes noces Richard de Cornouailles en 1231.
- Sibylle le Maréchal (1201-1238), épouse William de Ferrers.
- Jeanne le Maréchal (1202-1234), épouse Warin de Montchensy dont elle a Jeanne de Montchensy.
- Ève le Maréchal (1203-1246), mariée en 1221 à William de Braose.

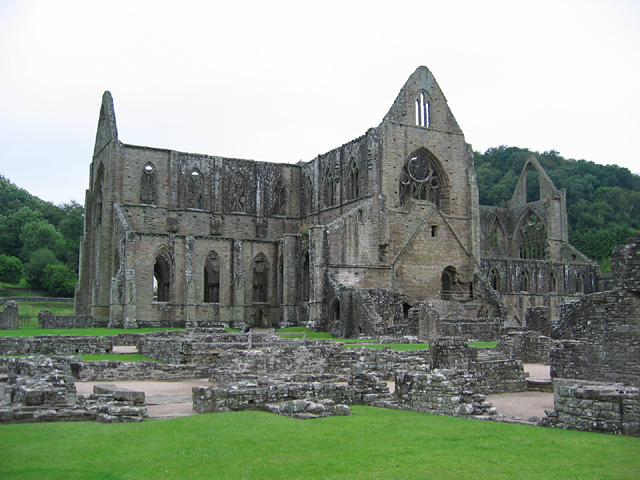
L'abbaye de Tintern, où se trouve la sépulture d'Isabelle de Clare

## Postérité
Isabelle décède en 1220, à l'âge de quarante-huit ans. Son mari était mort l'année précédente. Elle a été enterrée en l'abbaye de Tintern. Cependant, un cénotaphe a été découvert à l'intérieur de l'église Sainte-Marie, à New Ross, en Irlande, dont la dalle porte l'inscription partielle « ISABEL: LAEGN » et son portrait gravé.
Paul Meyer suggéra en 1892 qu'Isabelle aurait pu encourager la composition de la Geste des Engleis en Yrlande, qui raconte les exploits de son père et de son grand-père maternel. Cependant, le texte tel que connu aujourd'hui a été composé quelques années après sa mort (bien que basé sur des écrits antérieurs),.
Bien que ses filles aient eu beaucoup d'enfants, les cinq fils d'Isabelle sont tous curieusement morts sans enfants. Cela serait dû à une malédiction lancée sur Guillaume le Maréchal par Ailne Ua hÁeda  évêque du Diocèse de Ferns de 1160/1161 à 1223.  Le titre de comte-maréchal est ensuite passé à Hugh de Bigod, époux de la fille aînée d’Isabelle, tandis que le titre de comte de Pembroke a été attribué à Guillaume de Valence, époux de Jeanne de Montchensy, fille de Jeanne le Maréchal.

## Sources
- Thomas Costain, The conquering family, Doubleday, 1962 (ISBN 978-0-385-04088-4, OCLC 965113, lire en ligne)
- Thomas Costain, The Magnificent Century : The Pageant of England, Doubleday and Company, Inc., 1959